# Симонайтис, Повилас Йонович
Повилас Йонович Симонайтис (лит. Povilas Simonaitis; 1907—1979) — советский литовский военный, подполковник, командир 224-го артиллерийского полка 16-й Клайпедской стрелковой дивизии в годы Великой Отечественной войны; в самом конце войны подорвался на мине и потерял обе ноги, но после войны перенёс операцию по протезированию и смог научиться заново ходить.

## Биография
Повилас Симонайтис родился в 1907 году в крестьянской семье, где было ещё четверо детей. Не смог получить образование в университете из-за отсутствия материальной возможности, поэтому поступил в литовское военное училище. Окончил его в звании лейтенанта. Служил в Панемуне и Укмерге, в 1940 году преподавал в Вильнюсском пехотном училище курсы артиллеристов. После присоединения Литвы к СССР перешёл на службу в РККА.
На фронте Симонайтис был с самого начала войны, служил в 16-й стрелковой дивизии. В звании майора участвовал в 1943 году в Невельско-Городкской операции в Белорусской ССР: 10 ноября 1943 года он командовал артиллерийской батареей, отражая наступление немцев, и сумел прямой наводкой подбить один немецкий танк и одно самоходное орудие «Фердинанд». В августе 1944 года уже в звании подполковника и командира 224-го артиллерийского полка он участвовал в операции «Багратион» на Щяуляйском направлении.
3 апреля 1945 года подполковник Симонайтис вместе со своими подчинёнными находился у хутора Вартая, где гитлеровцы спрятали свои огневые точки. Направляясь с командного пункта 224-го артиллерийского полка к своему наблюдательному пункту, Симонайтис наступил на мину: взрыв прогремел метрах в 300 от наблюдательного пункта. Адъютант срочно побежал за санинструктором к командному пункту. По свидетельству Евсея Яцовскиса, служившего в 179-й и 16-й стрелковых дивизиях, Симонайтису оторвало правую ногу ниже колена взрывом, а левая нога была раздроблена настолько, что требовалась срочная ампутация.
После войны и демобилизации Симонайтис вернулся домой в Каунас. Ему вскоре сделали протезы, и Симонайтис после долгих и упорных занятий лечебной физкультурой всё же встал на ноги. Он работал переводчиком, публиковал свои статьи в газетах и журналах «Мусу жининас», «Карис», «Теса» и т.д. Общественность сравнивала Повиласа Симонайтиса с лётчиком Алексеем Маресьевым.
Он был женат (супругу звали Мария), в браке родились сын Витаутас, дочери Сильвия, Ниёле и Дануте.
Скончался в 1979 году.